# 地宝兰
地寶蘭（学名：Geodorum densiflorum），又名垂頭地寶蘭，为蘭科地寶蘭屬下的一种地生兰，分布于热带亚洲和澳大利亚。

## 扩展阅读
- 維基物種上的相關：垂頭地寶蘭